# Blaze Bayley (banda)
B L A Z E es una banda británica de heavy metal formada en el año 2000 por Blaze Bayley, el ex vocalista de Wolfsbane y Iron Maiden. La banda ha publicado once álbumes de estudio y dos en directo.

## Historia
Blaze Bayley fue formado en el año 2000, justo después de la salida de Blaze Bayley de Iron Maiden. Bayley consiguió que se unieran cuatro jóvenes músicos británicos: Rob Naylor, Jeff Singer, Steve Wray y John Slater. La banda publicó 3 álbumes con estos componentes y actuaron en muchos pequeños pubs como estrellas principales, pero también en grandes conciertos como teloneros de las bandas de power metal Helloween y Savatage. Los álbumes publicados hacían un guiño al pasado de Bayley, pero al mismo tiempo tenían un filo de heavy metal moderno.
Después de grabar As Live As It Gets, el primer álbum en directo de la banda, Jeff Singer anunció que abandonaría al grupo. Tres meses después, Rob Naylor siguió el mismo camino. Los músicos freelancers Phil Greenhouse a la batería y Wayne Banks al bajo fueron añadidos temporalmente a la banda para continuar con la gira hasta que se encontrasen nuevos miembros permanentes.
Al final del año 2003 comenzaron a componer para su tercer álbum de estudio, Blood and Belief. Phil Greenhouse fue reemplazado por Jason Bowld. 
Empezaron la gira del nuevo álbum pero John Slater no pudo tocar en la mayoría de los conciertos. A pesar de que el mismo había vuelto a B L A Z E en ese mismo año, se retiró en septiembre junto con Steve Wray para formar su propia banda: "Rise to Addiction".
Ahora sin ningún otro miembro original más que el propio Blaze Bayley, y todavía en búsqueda de una alineación estable de músicos, la banda fue forzada a volver a empezar. B L A Z E actuó en varios conciertos a lo largo de 2004 y 2005, ahora compuesto por Olivier Palotai, Luca Princiotta, Nick Douglas y Dani Loeble. Los dos guitarristas lograron consagrarse finalmente como miembros permanentes y compositores de canciones. A pesar de la marcha de Dani Doeble para Helloween y Nick Douglas para Doro, consiguieron reclutar a Daniel Schild y Christian Ammann, un dúo alemán desconocido.
Blaze Bayley anunció que la banda comenzó a grabar su nuevo álbum el 28 de septiembre de 2009 "Promise and Terror". Está programado para salir el 1 de febrero de 2010.

## Miembros actuales
- Blaze Bayley - Cantante
- Nicolas Bermúdez - Guitarrista
- David Bermúdez - Bajista
- Jay Walsh - guitarrista
- Lawrence Paterson - Baterista

## Miembros previos
- Jeff Singer - baterista (dejó la banda en enero de 2003)
- Rob Naylor - bajista (hasta abril de 2003)
- John Slater - guitarrista (hasta septiembre de 2004)
- Steve Wray - guitarrista (también hasta septiembre de 2004)

## Miembros temporales contratados
- Phil Greenhouse - baterista (en la gira As Live As It Gets)
- Jason Bowld - baterista (en la grabación de Blood and Belief)
- Dani Loeble - baterista (en directo)
- Wayne Banks - bajista (en la grabación de Blood and Belief y la consiguiente gira)
- Nick Douglas - bajista (en directo)

## Discografía

### Álbumes de estudio
- Silicon Messiah (2000)
- Tenth Dimension (2002)
- Blood and Belief (2004)
- The Man Who Would Not Die (2008)
- Promise and Terror (2010)
- The King of Metal (2012)
- Russian Holiday (EP) (2013)
- Soundtrack of My Life (2013)
- Infinite Entanglement (2016)
- Endure and Survive (Infinite Entanglement Part II) (2017)
- The Redemption of William Black (2018)
- War Within Me (2021)

### Álbumes en directo
- As Live As It Gets (2003)
- Alive In Poland (2007)